# Sri Lankas damlandslag i fotboll
Sri Lankas damlandslag i fotboll representerar Sri Lanka i fotboll på damsidan. Dess förbund är Football Federation of Sri Lanka.